# Salzstock
Ein Salzstock ist die bekannteste Form einer geologischen Salzstruktur. Salzstrukturen im geologischen Sinne sind alle Deformationstrukturen, die durch den Einfluss von in geologischen Zeiträumen fließfähigen Salzgesteinen entstanden sind. Daher umfassen Salzstrukturen sowohl geologische Gebilde, die aus deformierten Salzgesteinen bestehen, wie Salzstöcke und Salzkissen, als auch umgebende gleichzeitig entstandene Strukturen, die aus anderen Sedimentgesteinen bestehen, wie Randsenken. Salzstrukturen treten ausschließlich in der oberen Erdkruste auf (in Tiefen von bis 15 km) und können bis an die Erdoberfläche reichen. Die allgemeinen Theorien zur Entstehung der Salzstrukturen sind im Artikel Salztektonik zusammengefasst.
Das für die Entstehung von Salzstrukturen notwendige Salzgestein ist ein chemisches Sediment aus der Gruppe der Eindampfungsgesteine (Evaporite). Es besteht überwiegend aus dem Mineral Halit. Die sedimentäre Entstehung von Evaporiten wurde bereits 1877 von Carl Ochsenius mit der Barren- oder Schwellentheorie formuliert.

## Arten von Salzstrukturen

### Salzstöcke
Die auffälligsten Salzstrukturen sind Salzstöcke (auch Salzdiapire genannt, engl. salt diapir) und Salzmauern (engl. salt walls oder auch diapiric walls). Salzdiapire sind säulenförmige, pilzartige oder umgekehrt tropfenförmige Gebilde, die bis zu 10 km Höhe erreichen können und von jüngeren Sedimentgesteinen umgeben sind. Salzmauern sind ebenfalls hohe, jedoch lateral ausgedehnte Salzstrukturen, die meist einem Versatz an der Basis der Salzschicht folgen.
Der unten abgebildete Längsschnitt durch das Nordwestdeutsche Becken zeigt einige Salzstöcke, deren Wurzelzone im Zechstein und teilweise auch im Oberrotliegend liegt (die Kombination von Zechstein- und Oberrotliegend-Salz in einem Salzstock, die so nur aus dem nördlichen Norddeutschland bekannt ist, wird auch „Doppelsalinar“ genannt.)

### Salzkissen
Salzkissen (engl. salt pillows) sind Aufwölbungen der Salzschicht, deren Deckschichten noch relativ intakt sind, d. h. keine nennenswerten tektonischen Störungen aufweisen. Die Bezeichnung Salzantiklinale steht für langgestreckte Salzaufwölbungen mit intaktem Deckgebirge.

### Randsenken
Durch die Verdrängung bzw. Abwanderung des Salzgesteins in eine Salzstruktur werden benachbarte Bereiche des Deckgebirges abgesenkt, was sich an der Oberfläche durch lokale Beckenstrukturen ausdrückt. Solche Strukturen werden als periphere Randsenken (engl. peripheral sinks), Randsynklinalen (engl. rim synclines) oder Minibecken (engl. minibasins) bezeichnet. In diesen Strukturen werden jüngere Sedimente akkumuliert.
Man unterscheidet zwischen primären Randsenken, die sich neben Salzkissen bilden und in denen die Mächtigkeit der Beckenfüllung auch zur Salzstruktur hin abnimmt und sekundären Randsenken, die sich neben Diapiren befinden und in denen die Mächtigkeit der Beckenfüllung zur Salzstruktur stetig zunimmt. Umgekehrt, nimmt der Betrag der Absenkung in sekundären Randsenken mit zunehmender Entfernung vom Salzstock kontinuierlich ab. Deshalb kann im Deckgebirge zwischen zwei benachbarten Salzstöcken eine Antiform entstehen, die als Schildkrötenstruktur (engl. turtle back structure) bezeichnet wird, weil sie in seismischen Profilen dem Umriss eines Schildkrötenpanzers ähnelt. Dabei ist auf halber Strecke zwischen den Diapiren die ursprüngliche Salzschicht am mächtigsten, in Richtung der Diapire dünnt sie zunehmend aus.

### Salzdecken
Salzdecken (engl. salt canopy) sind eine fortgeschrittene Form des Salzdiapirismus. Sie entstehen, wenn nach Durchbruch des Diapirs weiter Salz durch das Deckgebirge gepresst (extrudiert) wird und an der Oberfläche ausfließt. Dabei bildet sich schließlich eine allochthone Salzschicht, die meist keine Verbindung mehr zum primären (autochthonen) Salzlager hat und das ursprüngliche Deckgebirge großflächig überlagert. Ein Typusgebiet für derartige Salzstrukturen ist der tiefe Teil des nördlichen Schelfs des Golfs von Mexiko. Während dort die Salzdecken von post-extrusiven Schichten überlagert werden und zudem tief unter dem Meer liegen, findet sich im Zagrosgebirge im heutigen Iran extrudiertes Salz direkt an der Erdoberfläche. Dieses Phänomen, das nur aufgrund des extrem trockenen Klimas dort auftreten kann, wird als Salzgletscher, oder nach der Farsi-Vokabel für Salz auch als Namakier bezeichnet.

## Entstehung von Salzstöcken im Norddeutschen Becken
Das Nordwestdeutsche Becken ist Teil eines größeren zentraleuropäischen Beckensystems und weltweit eines der Typusgebiete für Salzstrukturen, insbesondere Salzstöcke und Salzmauern. Die Entstehung der Salzstrukturen in diesem Becken lässt sich wie folgt beschreiben:
- Vor ca. 260 Millionen Jahren (im oberen Perm, im deutschen Sprachraum auch Zechstein genannt) befand sich Mitteleuropa in der ariden Klimazone. In Teilen des heutigen nördlichen Mitteleuropas und des heutigen Nordseeraumes senkte sich die Erdkruste ab und bildete ein großflächiges, intrakontinentales Sedimentbecken, dessen Oberfläche unter Meeresspiegelniveau absank. Ein Grabenbruch zwischen dem heutigen Norwegen und dem heutigen Grönland, das damals noch direkt mit Europa verbunden war, bildete eine Verbindung mit dem Ozean im Norden, sodass das Becken sich mit Meerwasser füllte. Dieses Flachmeer wird entsprechend den Ablagerungen, die es hinterließ, als Zechsteinmeer bezeichnet, das Becken, in dem es sich ausbreitete, als Zechsteinbecken (die „Zechsteinzeit“ ist ebenfalls nach diesen Ablagerungen benannt).
- Eine hin und wieder auftretende Unterbrechung des Wasseraustausches mit dem Weltmeer und das trockenheiße Klima führten zur mehrfachen, mehr oder weniger vollständigen Verdunstung des Wassers. Der dadurch hervorgerufene Anstieg der Konzentration im Meerwasser gelöster Salze führte zur Ausfällung und Ablagerung von Karbonaten (Kalkgesteine) und vor allem von Sulfaten (vorwiegend Gips) und Chloriden (vorwiegend Steinsalz), sogenannten Evaporiten.
- Nach weniger als 10 Millionen Jahren war dieses Wechselspiel aus Verdunstung des Meerwassers und Wiederauffüllung des Beckens beendet und die durch weitere Absenkung (Subsidenz) der Erdkruste mittlerweile 500 bis zu 3000 Meter Mächtigkeit aufweisenden Salzschichten wurden von Ablagerungen der geologischen Zeitalter der Trias, des Jura, der Kreide und des Känozoikums überlagert.
- In einigen Bereichen des Zechsteinbeckens kam es bereits während der Frühen Trias zu Dehnungsbewegungen der Erdkruste, die auf die Fernwirkung plattentektonischer Vorgänge zurückgingen. Dies initiierte den Aufstieg des Salzes (Salztektonik), welches unter der Druckeinwirkung des immer mächtiger werdenden Deckgebirges visko-elastisch reagiert – vergleichbar mit Eis- und Gletscherbewegungen – und zudem eine geringere Dichte als die überlagernden und umgebenden Sedimentgesteine besitzt. Das Salz drang bevorzugt an oder in diesen „Schwächezonen“ nach oben. Dabei wurden die Deckschichten nach oben gewölbt oder zur Seite gedrückt. In der Umgebung der Salzstöcke wanderte das Salz hingegen ab und an der Erdoberfläche darüber bildeten sich periphere Randsenken.
- Während der späten Trias und dem Jura setzte sich die Dehnung der Erdkruste fort, was in weiteren Teilen des Zechsteinbeckens die Bildung von Salzstöcken auslöste. Bereits aktive Salzstöcke setzten ihren Aufstieg fort.
- Konvergente Krustenbewegung führte während der Oberkreide vor allem am Südrand des ehemaligen Zechsteinbeckens zur horizontalen Einengung der Salzstöcke.

## Wechselwirkungen mit der Geländeoberfläche

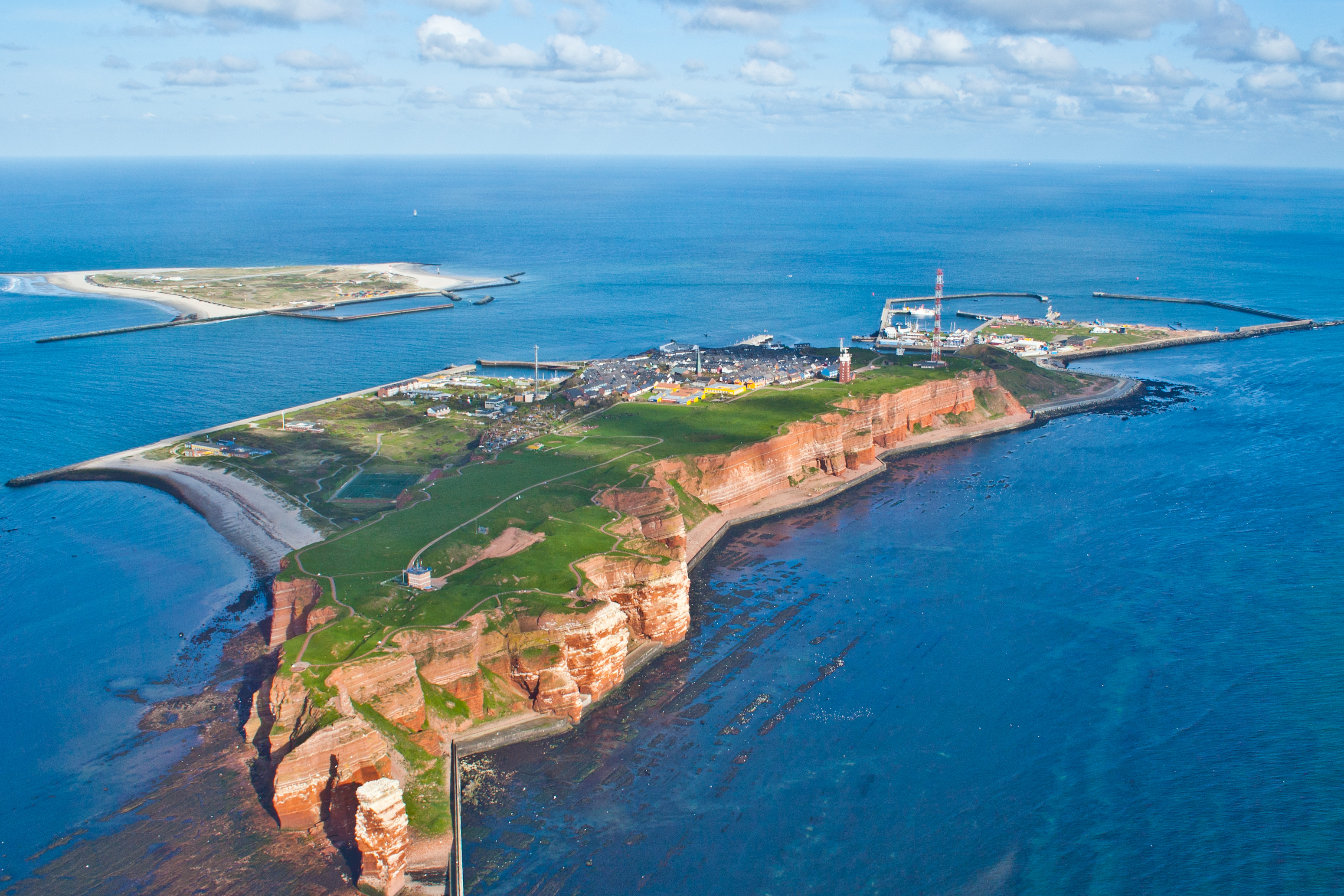
Der Buntsandsteinfelsen von Helgoland wurde von einem Salzstock aus dem Untergrund der Nordsee an die Meeresoberfläche gedrückt

Die Anwesenheit eines Salzstockes im Untergrund fällt vor allem dann auf, wenn er erosionsbeständige Gesteine nach oben gedrückt hat, sodass an der Erdoberfläche ein Bergrücken entsteht. Solche Höhenzüge finden sich in Deutschland vor allem im nördlichen Harzvorland, z. B. der Elm oder die Asse (siehe auch → Breitsattel, → Schmalsattel).
In regenreichem Klima bildet das leicht lösliche Salz (in erster Linie Halit) im Dachbereich eines dicht an die Geländeoberfläche heranreichenden oder sogar ohne jede Überdeckung anstehenden Salzstocks infolge von Subrosion eine horizontale Fläche, den sogenannten Salzspiegel aus. Dieser wird dann von einem Residualgestein überlagert, in der Regel Dolomit, Gips oder eine Mischung aus beidem (sogenannter Gipshut). In sehr trockenen Klimaten wird das zur Erdoberfläche aufgedrungene Salz hingegen nicht ausgewaschen und kann ausfließen und mehrere hundert Meter hohe Berge oder Salzgletscher bilden.

## Verbreitung
Salzstöcke sind ein weltweit verbreitetes Phänomen, das auftritt, sobald die Mächtigkeit der Salzschicht ausreichend groß ist, um Salzbewegungen zu ermöglichen.
In Mitteleuropa sind sie vor allem im Bereich des ehemaligen Zechsteinbeckens zu finden, welches sich von Südengland bis Mittelpolen und von der Zentralen Nordsee bis nach Mitteldeutschland erstreckte.

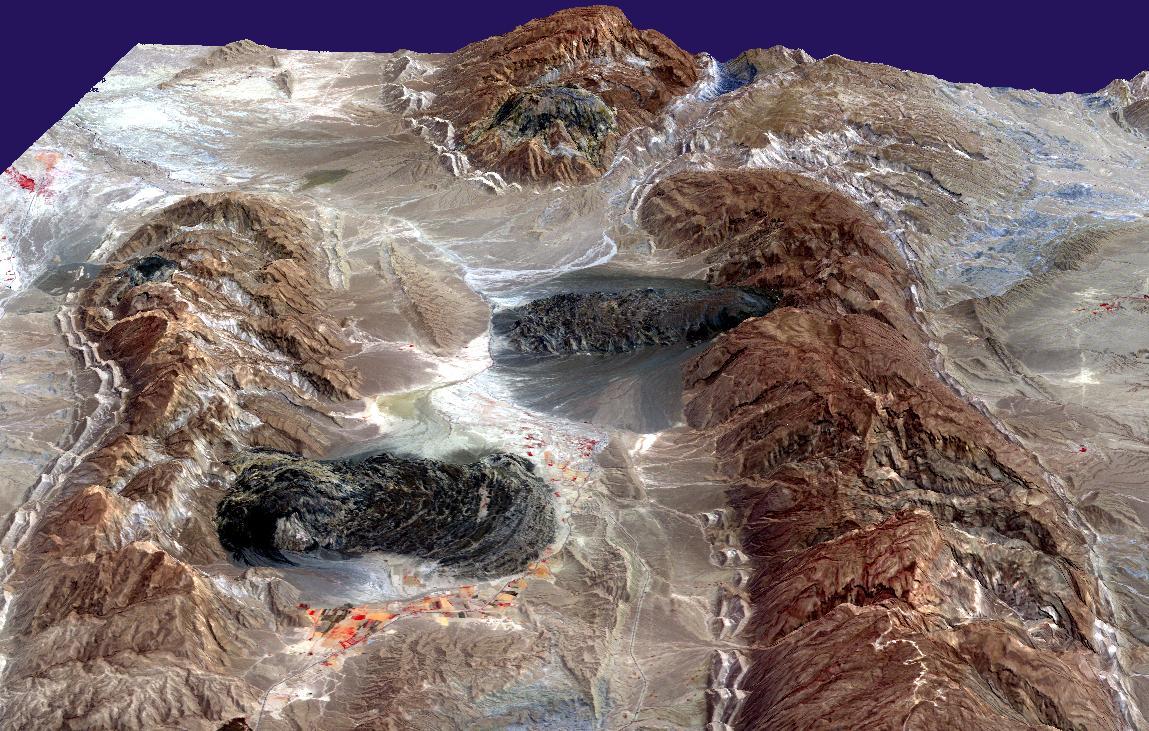
Satellitenaufnahme mit Ausbissen von Salzdomen und davon ausgehenden Salzgletschern (dunkel) im iranischen Zāgros-Gebirge

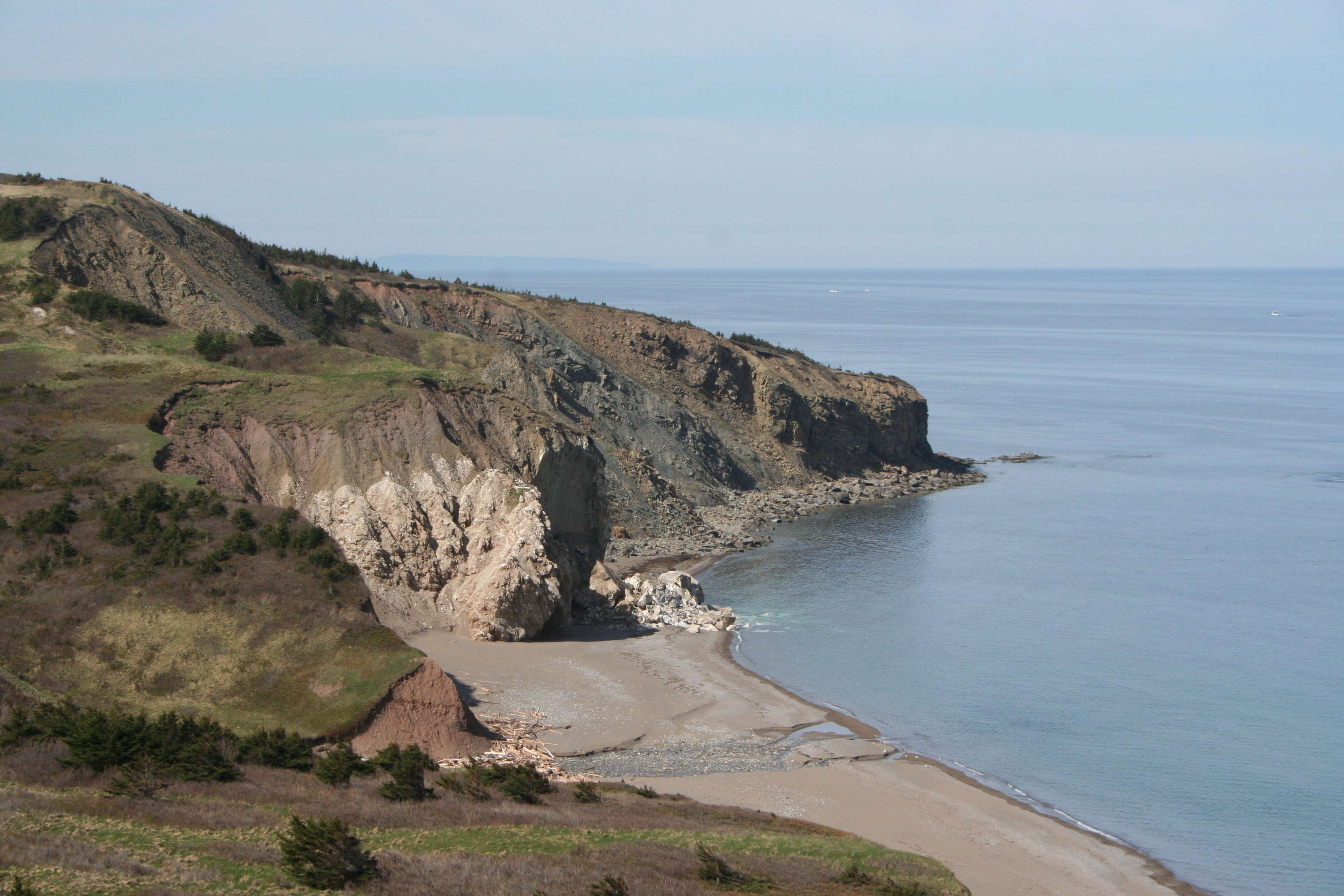
Residualgips eines an die Erdoberfläche durchgebrochenen Salzstocks (das helle Material in der linken Bildmitte) in einem Küstenaufschluss auf Cape Breton Island, Nova Scotia, Kanada.

Beispiele für Salzstöcke oder darin befindliche Salzbergwerke sind:
- Salzstöcke des Zechsteins
  - Lüneburg in Niedersachsen
  - Arendsee in Sachsen-Anhalt, der Arendsee befindet sich in einer Subrosionssenke über dem Salzstock
  - der Kalkberg in Bad Segeberg in Schleswig-Holstein
  - Sperenberg in Brandenburg
  - Rüdersdorf in Brandenburg
  - der Salzstock Conow in Mecklenburg-Vorpommern
  - Inowrocław (Hohensalza) in Polen
  - die Schachtanlage Asse, ein Endlagerstandort für radioaktive Abfälle
  - der Salzstock Gorleben-Rambow, ehemaliger Kandidat für einen Endlagerstandort für radioaktive Abfälle
  - der Salzstock Lesum im Bremer Gebiet
- Salzstöcke sonstiger Salinarserien
  - die Salzstöcke im East Texas Basin, Ablagerungen des Oberjura (Louann-Gruppe)[7]
  - Salzdome im Basko-Kantabrischen Becken (Nord-Spanien), Ablagerungen der oberen Trias („Iberischer Keuper“)
  - Salzdome in der Osttürkei und Armenien, oligozän-miozäne Ablagerungen eines alpidischen Molassebeckens[8] – in einer dieser Strukturen, dem Salzstock von Abowjan bei Jerewan, wurde in den frühen 1960er Jahren einer der weltweit ersten Untergrundspeicher für fossile Kohlenwasserstoffe (Erdgas und leichte Erdöldestillate) angelegt[9]
  - die Salzstöcke und -gletscher im Zagrosgebirge (Iran).
  - Salzstöcke im Untergrund von Nova Scotia, Kanada. Die entsprechenden Evaporitserien sind unterkarbonischen Alters (Windsor-Gruppe).
  - Ablagerungen der Messinischen Salinitätskrise unter und rund um das Mittelmeer

Bei den Salzlagerstätten in den Nördlichen Kalkalpen (alpine Trias), z. B. der Hallstätter Salzberg, handelt es sich nicht um Salzstöcke im eigentlichen Sinn, denn dort wurde die Salztektonik von der alpidischen Tektonik überformt.

## Erkundung von Salzstrukturen
Salzstrukturen befinden sich im oberen Teil der Erdkruste, stoßen aber nur selten bis zur Erdoberfläche durch, da die Salzminerale durch Zutritt von Grundwasser gelöst werden. Die Erkundung von Salzstrukturen erfolgt daher indirekt mit geophysikalischen Messmethoden oder direkt mit Tiefbohrungen.
Da Salzgesteine eine geringere Dichte als anderer Sedimentgesteine besitzen, ist die Erdanziehung (Schwerebeschleunigung) oberhalb von Salzstrukturen lokal niedriger als in den Nachbarbereichen. Dieser Effekt lässt sich mit gravimetrischen Messmethoden an der Oberfläche bestimmen. Mit diesen Methoden kann die räumlich Ausdehnung sowie die Höhe der Salzstruktur abgeschätzt werden. In den 1930er Jahren wurden beispielsweise ein Großteil der Salzstöcke im Untergrund der Norddeutschen Tiefebene mittels gravimetrischer Messungen durch Hans Haalck, Rudolf Meinhold, Fritz Haalck, Gerhard Richter-Bernburg kartiert.
Bei der Methode der Reflexionsseismik werden mechanische Wellen („Schall“) durch den geologischen Untergrund gesendet, welche an Schichten von Gesteinen mit unterschiedlicher Dichte reflektiert werden. Durch räumlich verteilte Aufzeichnung der reflektierten Wellen können die Geometrien und die Tiefenlagen geologischer Schichtgrenzen ermittelt werden. Bezogen auf die Erkundung von Salzstrukturen ermöglicht die Reflexionsseismik die Abbildung des Umrisses einer Salzstruktur, der Geometrien der angrenzenden Sedimentschichten und teilweise auch der Internstrukturen innerhalb einer Salzstruktur mit einer Auflösung von einigen Zehner Metern.
Präzisere Daten über die Schichtgrenzen, den Umriss der Salzstruktur sowie insbesondere über die Zusammensetzung des Salzgesteins liefern Tiefbohrungen direkt in die Salzstruktur und dessen Umgebung. Die Erkundungsbohrung im Sperenberger Gipsberg, die 1871 die Tiefe von 1271,6 m erreichte, war bis 1886 die tiefste Bohrung der Welt.

## Ökonomische Bedeutung von Salzstrukturen

### Gewinnung von Salzmineralen
Primär sind Salzstrukturen und Salzgesteinsschichten für die Gewinnung von Salzmineralen, wie z. B. Steinsalz (Halit) oder Kalisalze bedeutend. Steinsalz dient als Speisesalz oder Streugut. Kalisalze (z. B. Carnallit, Kieserit oder Sylvin) werden zur Herstellung von chemischen Grundstoffen z. B. für die Düngemittelindustrie genutzt. Da Salzminerale aufgrund ihrer hohen Löslichkeit nur in ariden Klimazonen an der Oberfläche auftreten, werden die Salzstrukturen in feuchteren Klimazonen häufig durch Salzbergwerke angefahren.

### Erdöl- und Erdgasexploration
Die Bildung von Salzkissen, Salzstöcken etc. verändert den Bau des Deckgebirges und erzeugt Strukturen, in denen sich fossile Kohlenwasserstoffe (Erdöl und Erdgas) sammeln können, sogenannte Erdöl- und Erdgasfallen. Da Salzgestein für Fluide nahezu impermeabel (undurchlässig) ist, können sich unterhalb von Salzgesteinsschichten oder Salzstrukturen Kohlenwasserstoffe (Erdöl, Erdgas) ansammeln. Des Weiteren sorgt Salzgestein auf Grund seiner hohen Wärmeleitfähigkeit dafür, dass Wärme aus größeren Tiefen in flachere Tiefen konduktiv transportiert wird. Benachbarte Sedimente von Salzstrukturen erreichen dadurch in geringen Tiefen das Erdöl- bzw. Erdgasfenster (Temperaturbereich zwischen 60 °C und 170 °C) als Sedimente in größerer Entfernung von Salzstrukturen. Daher wird bei der Kohlenwasserstoffexploration ein besonderes Augenmerk auf die Umgebung von Salzstrukturen gelegt.
Einige der größten Erdölvorkommen weltweit liegen in Sedimentbecken, die von Salztektonik beeinflusst wurden; z. B. Golf von Mexiko, nördliches Kaspisches Meer, Kongodelta, Nordsee, Persischer Golf.

### Endlager für problematische Abfälle
Salzstrukturen werden als potenzielle Endlager für radioaktive Abfälle und anderen Sondermüll genutzt, da Salzgestein undurchlässig für salzgesättigte Tiefengrundwässer ist und eine relativ hohe Fließfähigkeit und Wärmeleitfähigkeit aufweist. Die Hoffnung besteht darin, dass die Behälter mit radioaktivem Material nach einiger Zeit vom Salzgestein umschlossen und von äußeren Grundwasserzutritten abgeschottet werden und die beim Zerfall des Materials erzeugte Wärme nach außen abgeleitet wird.
Der Salzstock Gorleben-Rambow in Niedersachsen wurde seit 1973 intensiv für die Standorttauglichkeit erkundet. Der Salzstock Asse, in dem sich ein stillgelegtes Salzbergwerk befindet, wird seit 1965 als Forschungsbergwerk für die großtechnische Endlagerung radioaktiver Abfälle betrieben. Ein weiteres ehemaliges Bergwerk in einer Salzstruktur in Deutschland, das als Endlager für radioaktive Abfälle dient, ist Morsleben in Sachsen-Anhalt.
Andere teils stillgelegte Kaligruben werden als Deponien für chemischen Sondermüll verwendet, z. B. die ehemalige Kali-Grube Herfa-Neurode in Hessen oder das ehemalige Salzbergwerk Sondershausen in Thüringen.